# 아드리안 반덴버그
아드리안 반덴버그(영어: Adrian Vandenberg 에이드리언 밴던버그[*], 1954년 1월 31일 ~ )는 네덜란드의 록 기타리스트로, 1980년대 후반 화이트스네이크에서 성공적인 기타리스트 중 한 명과 1981년에 시작한 밴드 반덴버그로 가장 잘 알려져 있다. 2013년, 아드리안은 반덴버그스 문킹스라는 새로운 밴드를 결성했고 2014년 초에 발매된 새 음반을 녹음했다.

## 어린 시절
네덜란드 헤이그에서 태어난 아드리안 판 덴 베르흐(네덜란드어: Adrian van den Berg)는 원래 1978년에 셀프 타이틀 음반을 발표한 밴드인 네덜란드 밴드 티저의 리드 기타리스트였다. 이 밴드는 미국의 기타리스트 제이크 E. 리가 참여했던 미국 밴드 티저와 혼동해서는 안 된다. 그리고 나서 그는 1980년대에 세 장의 음반을 낸 《Vandenberg》, 《Heading for a Storm》 그리고 《Alibi》라는 자신의 밴드를 시작했다. 그들은 거의 틀림없이 기타 레이어와 하모니를 보완하는 발라드 곡인 〈Burning Heart〉와 《Heading for a Storm》 음반의 〈Friday Night〉로 가장 잘 알려져 있다. 그들은 1982년 말 영국의 미하엘 쉥커 그룹, 1983년 키스 등 광범위한 투어를 했다.

## 경력

### 화이트스네이크
아드리안 반 덴 베르크는 원래 1980년대 초에 화이트스네이크에 합류할 것을 요청받았는데, 그의 기타 실력뿐만 아니라 작곡 재능과 밴드 리더로서의 능력으로 데이비드 커버데일에게 깊은 인상을 주었다. 그는 처음에는 자신의 밴드 반덴버그와 그들의 톱 40 히트곡인 〈Burning Heart〉의 성공으로 인해 거절했다. 그러나 1986년 음반 회사의 압력으로 인해 점점 더 상업적이 되고 그들의 성공은 정체기에 접어들었고, 그는 마음이 누그러졌고 마침내 화이트스네이크의 커버데일에 합류하기로 동의하며 반덴버그를 해체했다. 처음에 그는 세션 음악가로 고용되어 커버데일에 의해 원래 밴드 멤버들의 대량 생산 후에 그들의 동명 음반 《Whitesnake》(유럽에서는 《1987》로 알려져 있다)를 완성하는 것을 도왔다. 그는 그들의 1위 히트곡인 〈Here I Go Again〉에 솔로를 기여했지만 기타리스트 존 사이크스는 음반에서 다른 모든 리드 및 리듬 기타를 연주했다.
매우 성공적인 월드 투어와 MTV에서 그들의 3개의 비디오에 대한 광범위한 방송 후에, 반덴버그는 후속 음반인 《Slip of the Tongue》의 모든 음악을 공동 작곡했다. 부상 때문에 그는 음반 녹음을 할 수 없었고, 그래서 커버데일은 스티브 바이를 고용하여 리드 기타와 리듬 기타를 모두 녹음하게 했다. 반 덴 베르크는 음반을 지지하는 투어를 위해 바이와 함께 더블 기타 역할을 하며 밴드와 함께 연주할 수 있을 만큼 충분히 치유되었다. 1990년 화이트스네이크가 해체된 후, 그는 1994년 《Whitesnake's Greatest Hits》 재결합/투어와 같은 다른 화이트스네이크의 화신으로 돌아왔다. 그는 다시 한번 커버데일과 함께 1997년 음반 《Restless Heart》의 곡을 공동 작곡했다. 이번에, 그는 그의 잘 알려진 록/메탈 신 고전주의적인 협곡을 외면하고 본래의 주요 영향력인 지미 헨드릭스를 향하여 이 헐벗은 블루스 음반에서 모든 기타를 연주했다. 그는 또한 커버데일과 함께 화이트스네이크의 언플러그드 어쿠스틱 음반인 《Starkers in Tokyo》를 공동 작업했다.
화이트스네이크 이후, 그는 전 리틀 시저 가수 론 영과 아드리안의 전 화이트스네이크 밴드 동료 베이시스트 루디 사조와 드러머 토미 알드리지도 참여한 밴드 매닉 에덴에서 연주했다. 그 밴드는 아드리안이 1994년 화이트스네이크의 《Great Hits》 재결합/투어에 참가했을 때 해체되었다.
그는 그 이후 다시 화가로 돌아왔고 《Heading for a Storm》과 《Alibi》 음반의 커버 아트를 창조한 뛰어난 에어브러시 예술가이다.
화이트스네이크는 반 덴 베르크의 고향인 네덜란드에서 연주했을 때, 2008년 6월 네이메헌에서 열린 애로우 록 페스티벌에서 깜짝 게스트로 출연했고, 그곳에서 그는 〈Here I Go Again〉의 현재 라인업에 합류했다. 그는 또한 2011년 스웨덴 록 페스티벌에서 버니 마즈든과 함께 그들과 함께 연주했다.

### 2011년~2013년
2011년 기준으로, 아드리안 반 덴 베르크는 고향인 엔스헤데에서 온 네덜란드 축구팀 FC 트벤터를 위해 〈A Number One〉이라는 곡을 쓰고 녹음했다. 반덴버그라는 닉네임으로 싱글 음반을 발매했다는 사실로 인해 논란이 곧 뒤따랐다. 1980년대 아드리안의 다른 (전) 멤버들은 아드리안의 이름 없이 "반덴버그"라는 이름을 사용하는 것을 허락하지 않았고, 그 결과 소송이 일어났다. 법정에서, 아드리안은 "반덴버그"라는 이름을 사용할 수 있는 모든 권리를 그가 가지고 있다고 선언하는 최종 결정으로 승소했다.

## 음반 목록

### 반덴버그
- Vandenberg (1982년)
- Heading for a Storm (1983년)
- Alibi (1985년)

### 화이트스네이크
- Whitesnake (1987년)
- Slip of the Tongue (1989년)
- Restless Heart (1997년)